# Taghzirt
Taghzirt (franska: Taghzirt (CR), Taghzirt (Commune Rurale), arabiska: ناوور) är en kommun i Marocko.   Den ligger i provinsen Béni Mellal och regionen Béni Mellal-Khénifra, i den nordöstra delen av landet, 190 km söder om huvudstaden Rabat. Antalet invånare är 18 942.